# Persone di cognome Conte
| Questa pagina contiene informazioni ricavate automaticamente dalle voci biografiche con l'ausilio del template Bio e di un bot. L'aggiornamento è periodico e automatico e ricostruisce completamente la pagina. Se manca una persona in questa lista, sei pregato di non aggiungerla, ma accertati piuttosto che la sua voce biografica contenga il template Bio e che i dati anagrafici siano correttamente compilati. Se il template Bio manca, inseriscilo tu stesso o, in alternativa, metti l'avviso {{tmp\|Bio}} che ne segnala la mancanza. Se i dati riportati sono sbagliati, correggi direttamente la voce biografica; le modifiche saranno visibili in questa lista entro pochi giorni. Per chiarimenti vedi il progetto biografie. La lista contiene solo le 44 persone che sono citate nell'enciclopedia e per le quali è stato implementato correttamente il template Bio. Pagina aggiornata al 3 nov 2022. |

Questa è una lista di persone presenti nell'enciclopedia che hanno il cognome Conte, suddivise per attività principale.

## Accademici(1)
- Rosaria Conte, accademica italiana (Roma, n.1954 - Roma, † 2016)

## Allenatori di calcio(2)
- Antonio Conte, allenatore di calcio e ex calciatore italiano (Lecce, n.1969)
- Mirko Conte, allenatore di calcio e ex calciatore italiano (Tradate, n.1974)

## Allenatori di pallavolo(1)
- Hugo Conte, allenatore di pallavolo e ex pallavolista argentino (Buenos Aires, n.1963)

## Attori(2)
- Maria Pia Conte, attrice italiana (Lavagna, n.1944)
- Richard Conte, attore statunitense (Jersey City, n.1910 - Los Angeles, † 1975)

## Attori teatrali(1)
- Luisa Conte, attrice teatrale italiana (Napoli, n.1925 - Napoli, † 1994)

## Avvocati(1)
- Federico Conte, avvocato e politico italiano (Eboli, n.1972)

## Calciatori(4)
- Andrea Conte, ex calciatore italiano (Fondi, n.1954)
- Antoine Conte, calciatore guineano (Parigi, n.1994)
- Lucia Conte, calciatrice italiana (Cosenza, n.1993)
- Mario Conte, calciatore italiano (Ferrara, n.1910)

## Cantautori(2)
- Giorgio Conte, cantautore e compositore italiano (Asti, n.1941)
- Paolo Conte, cantautore, compositore e polistrumentista italiano (Asti, n.1937)

## Cestisti(2)
- Anastasia Conte, cestista italiana (Torino, n.2000)
- Luca Conte, cestista italiano (Correggio, n.1980)

## Chitarristi(1)
- Steve Conte, chitarrista e cantante statunitense (n.1960)

## Ciclisti su strada(1)
- Oreste Conte, ciclista su strada italiano (Torreano di Martignacco, n.1919 - Bergamo, † 1956)

## Dirigenti sportivi(1)
- Biagio Conte, dirigente sportivo e ex ciclista su strada italiano (Palermo, n.1968)

## Disc jockey(1)
- Nicola Conte, disc jockey e compositore italiano (Bari, n.1964)

## Filosofi(1)
- Amedeo Giovanni Conte, filosofo e accademico italiano (Pavia, n.1934 - Cava Manara, † 2019)

## Giocatori di football americano(1)
- Chris Conte, giocatore di football americano statunitense (Los Angeles, n.1989)

## Latinisti(1)
- Gian Biagio Conte, latinista e accademico italiano (La Spezia, n.1941)

## Matematici(1)
- Alberto Conte, matematico italiano (Asti, n.1942)

## Militari(2)
- Alfredo Conte, militare italiano (Monteroni, n.1909 - Algà- Bosonté, † 1937)
- Nicola Conte, militare e marinaio italiano (Tripoli, n.1920 - Roma, † 1976)

## Missionari(1)
- Biagio Conte, missionario italiano (Palermo, n.1963)

## Pallavolisti(1)
- Facundo Conte, pallavolista argentino (Buenos Aires, n.1989)

## Percussionisti(1)
- Luis Conte, percussionista cubano (Santiago di Cuba, n.1954)

## Pianisti(1)
- Giuseppe Conte, pianista e compositore italiano (Pegli, n.1865 - † 1940)

## Pittori(2)
- Aldo Conte, pittore italiano (Napoli, n.1948 - Napoli, † 1982)
- Dante Conte, pittore italiano (San Pier d'Arena, n.1885 - San Pier d'Arena, † 1919)

## Politici(9)
- Antonio Conte, politico italiano (Telese Terme, n.1944)
- Carmelo Conte, politico italiano (Piaggine, n.1938)
- Franco Conte, politico e insegnante italiano (Resana, n.1952)
- Gianfranco Conte, politico italiano (Minturno, n.1952)
- Giorgio Conte, politico italiano (Vicenza, n.1961)
- Giuseppe Conte, politico, avvocato e giurista italiano (Volturara Appula, n.1964)
- Luigi Conte, politico italiano (Roma, n.1912 - † 2005)
- Mario Conte, politico italiano (Treviso, n.1979)
- Rosanna Conte, politica italiana (Portogruaro, n.1968)

## Registi(1)
- Tonino Conte, regista italiano (Napoli, n.1935 - Genova, † 2020)

## Schermidori(1)
- Antonio Conte, schermidore italiano (Traetto, n.1867 - Minturno, † 1953)

## Scrittori(1)
- Giuseppe Conte, scrittore, poeta e librettista italiano (Imperia, n.1945)